# Gulpener Biologisch Ur-Pilsner
Gulpener Biologisch Ur-Pilsner is een Nederlands biologisch pilsbier.
Het bier wordt gebrouwen in Gulpen, bij de Gulpener Bierbrouwerij. Het is een lichtblond bier met een alcoholpercentage van 5,0% en wordt biologisch/ecologisch gebrouwen met biologisch geteelde gerst en hop (Hallertauer Traditione).
Vanaf 2012 wordt het bier onder de naam Ur-Pilsner gebrouwen; daarvoor onder de namen Dageraad Pilsner en (van 1999 tot 2012) als Limburgs Land Pilsner. De receptuur van Ur-Pilsner ten opzichte van Limburgs Land is niet veranderd.
In 2012 wilde de brouwerij haar biologisch gebrouwen bieren meer onder de aandacht wilde brengen en bracht daarom een deels nieuw bierassortiment op de markt. De bieren Ur-Pilsner en Ur-Weizen kregen een andere naam en etiket, en er kwam een nieuw bier met de naam Ur-Amber.